# Pterostylis pusilla
Pterostylis pusilla là một loài thực vật có hoa trong họ Lan. Loài này được R.S.Rogers miêu tả khoa học đầu tiên năm 1918.